# Hermes Baroli
Hermes Pereira Baroli (São Paulo, 21 de julho de 1976) é um ator, dublador e diretor de dublagem brasileiro. Filho dos também atores e dubladores Gilberto Baroli e Zodja Pereira, irmão das atrizes e dubladoras Letícia Quinto e meio-irmão de Luciana Baroli. Um dos seus trabalhos mais marcantes foi a dublagem do personagem Seiya de Pégaso, em Cavaleiros do Zodíaco. Dublou também Matt Damon em O Resgate do Soldado Ryan, Manabu do seriado Sekai Ninja Sen Jiraiya, Edward Norton em Clube da Luta, James Franco em 127 Horas e Ciclope (1ª voz) de X-Men: Evolution. Atualmente reside na Califórnia, nos Estados Unidos.

## História
Filho dos atores Gilberto Baroli e Zodja Pereira, e irmão de criação de Letícia Quinto e meio-irmão de Luciana Baroli,[carece de fontes?] seguiu a profissão dos pais. Participou de inúmeras montagens, comerciais de televisão, cinema e também teve uma participação especial nas telenovelas Kubanacan e Ciranda de Pedra, ambas da TV Globo, em julho de 2003 e agosto de 2008. Cursou a Escola de Arte Dramática da Universidade de São Paulo (EAD-USP). Foi coordenador do estúdio Lipsync versão sonora e atualmente é coordenador do curso de especialização em dublagem do estúdio Dubrasil Central de Dublagens, do qual é sócio.[carece de fontes?]
Ao contrário do que alguns pensam, seu sobrenome correto é Baroli, com apenas um "L". Dublou o personagem Seiya de Pégaso, em Cavaleiros do Zodíaco. Em quase todos os seriados japoneses, trabalhou com seu pai, interpretando personagens antagônicos (Seiya e Saga, por exemplo). Em 2000 teve passagem pela dublagem carioca, dublando personagens como o Ciclope de X-Men Evolution, Matt Damon em O Resgate do Soldado Ryan e Edward Norton em Clube da Luta. Ele só voltou para São Paulo, em 2005, para redublar Cavaleiros do Zodíaco, porém decidiu ficar em sua cidade natal.
Em 2006, venceu o Prêmio Yamato na categoria Melhor Dublador Coadjuvante por seu trabalho como Roy Mustang, em Fullmetal Alchemist. Pelo mesmo papel, foi indicado a Melhor Dublador de Anime na edição de 2011.
Em 2007, venceu o Prêmio Yamato na categoria Melhor Direção de Dublagem por seu trabalho no episódio 0 da Saga de Hades de Os Cavaleiros do Zodíaco.
Em 2009, venceu, junto com Gilberto Baroli, o Prêmio Yamato na categoria Melhor Direção de Dublagem por seu trabalho na Fase Elíseos da Saga de Hades de Os Cavaleiros do Zodíaco.
Atualmente, continua na carreira de ator atuando em várias áreas, continua dublando em vários estúdios de dublagem e continua dirigindo dublagem em vários estúdios de dublagem.[carece de fontes?]
No ano de 2016, criou um novo projeto que é o webreality show da internet brasileiro Quero Ser Dublador, reality show sobre dublagem para o canal de vídeos da Dubrasil no Youtube e para o site da Dubrasil. Além de ter criado o webreality Quero Ser Dublador Hermes também fez outras funções no webprograma. Foi apresentador, roteirista e diretor do programa.[carece de fontes?]